# Lopik (gemeente)

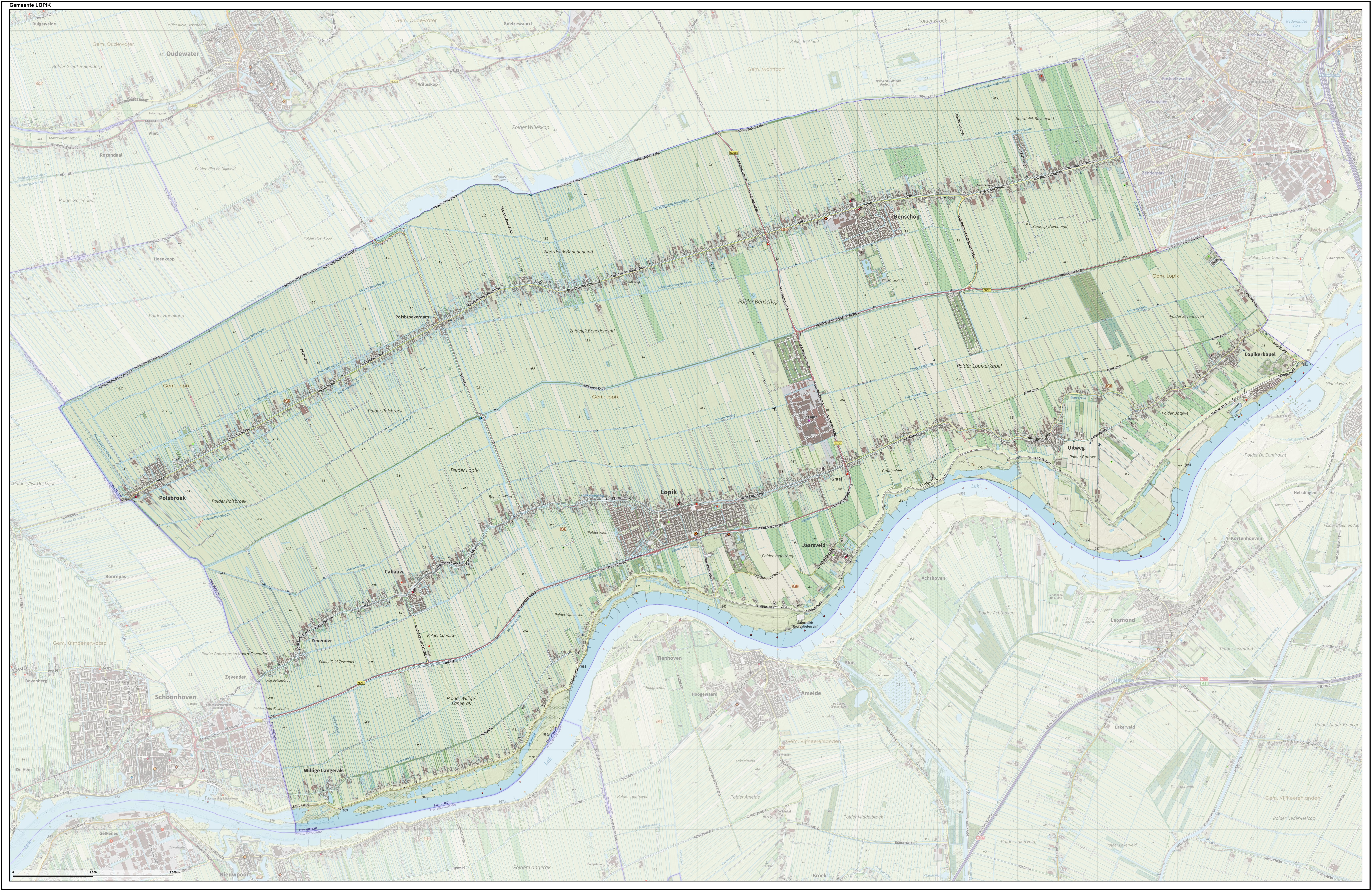
Topografische gemeentekaart van Lopik

Lopik (uitspraakⓘ) is een gemeente in de Nederlandse provincie Utrecht. De gemeente telt 14.724 inwoners (22 november 2024, bron: CBS) en heeft een oppervlakte van 79,40 km² (waarvan 2,97 km² water). De grootste kern in de gemeente is Lopik, met ongeveer 8000 inwoners.
Het naar Lopik genoemde radio- en televisiezendstation (de Gerbrandytoren) staat curieus genoeg in de gemeente IJsselstein. Dat was al zo vanaf de bouw in de jaren '60. Op 4 september 2015 werd de kleinere middengolfzender uit 1941 gesloopt, nadat deze begin van dat jaar buiten gebruik was gesteld.
De gemeente is in haar geheel gelegen in de Lopikerwaard, net buiten de Randstad. Ze grenst aan de gemeente Krimpenerwaard in het westen, Oudewater en Montfoort in het noorden, IJsselstein in het oosten, Vijfheerenlanden in het zuiden en Molenlanden in het zuidwesten. Lopik wordt van de laatste twee gemeenten gescheiden door de rivier de Lek.
Oorspronkelijk bestond de gemeente slechts uit de kernen Lopik, Lopikerkapel en Uitweg. In 1943 werden de voormalige gemeenten Jaarsveld en Willige Langerak aan Lopik toegevoegd, in 1989 gevolgd door Benschop en Polsbroek.
In 2021 is gesproken over het mogelijk opheffen van de gemeente Lopik en deze te laten fuseren met een of meerdere buurgemeenten. Tijdens de verkiezingen is gebleken dat veel inwoners de gemeente Lopik graag zelfstandig houden. Een fusie met andere gemeenten wordt niet als nuttig of nodig gezien. De ChristenUnie SGP en het CDA zien dit samen als belangrijk signaal en nemen zelfstandigheid als uitgangspunt.

## Aangrenzende gemeenten
| Aangrenzende gemeenten | Aangrenzende gemeenten | Aangrenzende gemeenten | Aangrenzende gemeenten | Aangrenzende gemeenten |
| ---------------------- | ---------------------- | ---------------------- | ---------------------- | ---------------------- |
| Oudewater              |                        | Montfoort              |                        | IJsselstein            |
|                        |                        |                        |                        |                        |
| Krimpenerwaard (ZH)    |                        |                        |                        |                        |
|                        |                        |                        |                        |                        |
| Molenlanden (ZH)       |                        | Vijfheerenlanden       |                        |                        |

## Overige kernen
Naast Lopik bestaan binnen de gemeente ook de kernen Benschop, Cabauw, Jaarsveld, Lopikerkapel, Polsbroek, Polsbroekerdam, Uitweg en Willige Langerak.

## Zetelverdeling gemeenteraad
De gemeenteraad van Lopik bestaat uit 15 zetels. Hieronder staan de uitslagen van de gemeenteraadsverkiezingen sinds 1994:
| Partij                     | 1994 | 1998 | 2002 | 2006 | 2010 | 2014 | 2018 | 2022 |
| -------------------------- | ---- | ---- | ---- | ---- | ---- | ---- | ---- | ---- |
| ChristenUnie-SGP**         | -    | -    | -    | -    | -    | -    | -    | 5    |
| Hart voor Lopik            | -    | -    | -    | -    | -    | -    | -*   | 4*** |
| CDA                        | 6    | 5    | 6    | 5    | 5    | 4    | 4    | 3    |
| VVD                        | 2    | 3    | 3    | 2    | 4    | 4    | 5*   | 2    |
| PvdA                       | 3    | 3    | 2    | 4    | 2    | 2    | 2    | 1    |
| ChristenUnie** (1998: RPF) | -    | 2    | 2    | 2    | 2    | 3    | 2    | -    |
| SGP**                      | 4    | 2    | 2    | 2    | 2    | 2    | 2    | -    |
| Totaal                     | 15   | 15   | 15   | 15   | 15   | 15   | 15   | 15   |

*: In 2019 scheidde een raadslid van de VVD zich af en ging verder als 'Hart voor Lopik'. 

**: In 2022 deden ChristenUnie en de SGP mee met een gezamenlijke lijst. 

***: In 2022 scheidde een raadslid van Hart voor Lopik zich af en ging verder als 'Landelijk Lopik'

## Partnergemeenten
Lopik is bevriend met de volgende drie partnergemeenten:
- Grebenstein (Duitsland)
- Lezoux (Frankrijk)
- Sarsina (Italië)

## Onderwijs
Lopik kent momenteel negen onderwijsinstellingen, alle basisscholen. Zes van deze basisscholen zijn protestants-christelijk en drie katholiek.

## Monumenten
In de gemeente zijn er een aantal rijksmonumenten, gemeentelijke monumenten en enkele oorlogsmonumenten, zie:
- Lijst van rijksmonumenten in Lopik (plaats)
- Lijst van rijksmonumenten in Lopik (gemeente)
- Lijst van gemeentelijke monumenten in Lopik
- Lijst van oorlogsmonumenten in Lopik

## Geboren
- Ton Strien (1958), burgemeester (in Olst-Wijhe) en politicus
- Peter Schep (1977), wielrenner
- Kees van Buuren (1986), voetballer bij FC Den Bosch

## Trivia
- De gemeente Lopik opende in 1995 als eerste Het Digitale Dorp.
- In de gemeente Lopik staat de 5e hoogste constructie van Nederland.